# Humbelína
Blahoslavená Humbelína (1092?, Francie – 1135, Jully-sur-Sarce, Francie) byla rodnou sestrou sv. Bernarda z Clairvaux a bl. Nivarda. Tradičně bývá považována za zakladatelku ženské větve cisterciáckého řádu.

## Život
Původně žila v manželství a velmi rozmařile. Svatý Bernard o jejím chování věděl, a když jej přijela navštívit do jeho kláštera, odmítl se s ní setkat s tím, že ji odmítá považovat za svou sestru. Tato bratrova tvrdost ji pohnula k pokání. Jakmile se o tom Bernard dozvěděl, spolu se svým bratrem Nivardem se s ní setkal a dlouho s ní hovořil. Výsledkem rozhovoru byla změna ve způsobu života, jaký Humbelína vedla. Navrátila se k rodině, žila velice prostě a ctnostně. Po dvou letech se svolením svého manžela vstoupila do kláštera. Zde pak prožila celý zbytek svého života. Cisterciácká řádová tradice ji považuje za zakladatelku ženské větve řádu.